# Simpang Tiga (Langkahan)
Simpang Tiga is een bestuurslaag in het regentschap Aceh Utara van de provincie Atjeh, Indonesië. Simpang Tiga telt 1156 inwoners (volkstelling 2010).